# Filip Johansson
John Filip Valter Johansson (ur. 21 stycznia 1902 w Nödinge, zm. 1 listopada 1976 w Surte) – szwedzki piłkarz występujący na pozycji napastnika, reprezentant Szwecji w latach 1925–1930.
Jeden z najskuteczniejszych piłkarzy w historii Allsvenskan (182 gole), rekordzista pod względem ilości bramek strzelonych w jednym sezonie. Zdobywca najszybszego hat tricka w historii reprezentacji Szwecji oraz największej ilości goli w debiucie w drużynie narodowej. Członek Hall of Fame stowarzyszenia Sveriges Fotbollshistoriker & Statistiker. Nosił przydomek boiskowy „Svarte-Filip” (szw. „Czarny Filip”), nawiązujący do koloru jego włosów.

## Kariera klubowa
Grę w piłkę nożną rozpoczął w Surte IS. Następnie występował w Kolltorps IK, Trollhättans IF oraz Fässbergs IF, z którym wygrał rozgrywki Svenska Mästerskapet w 1924. W tym samym roku odszedł z klubu po tym, jak jego władze z powodu braków infrastrukturalnych i niewystarczającego budżetu odmówiły dołączenia do nowo powstałej ligi Allsvenskan.
W połowie 1924 został piłkarzem IFK Göteborg prowadzonego przez Henninga Svenssona. 3 sierpnia 1924 zadebiutował w Allsvenskan w zremisowanym 1:1 meczu z IFK Malmö. 5 dni później w spotkaniu przeciwko GAIS (1:3) zdobył pierwszego gola w szwedzkiej ekstraklasie. Podczas swojego pierwszego sezonu w klubie wywalczył z 39 bramkami tytuł króla strzelców oraz zaliczył serię 15 z rzędu spotkań ze zdobytym golem, ustanawiając pod tym względem rekordy ligi. W sezonach 1925/26, 1928/29 i 1929/30 z odpowiednio: 26, 23 i 23 bramkami zajął 2. miejsce w klasyfikacji strzelców. W 1926 roku otrzymał ofertę gry w Indiana Flooring (American Soccer League) wraz z propozycją pracy w fabryce Indiana Flooring Company, którą odrzucił. Łącznie we wszystkich rozgrywkach rozegrał w barwach IFK 277 meczów w których uzyskał 329 trafień. W 1933 roku opuścił klub i na 2 lata zawiesił karierę. W sezonie 1935/36 występował w beniaminku szwedzkiej ekstraklasy Gårda BK, dla którego w 13 ligowych spotkaniach zdobył 4 gole. Ogółem w Allsvenskan rozegrał 194 mecze w których strzelił 182 bramki.

## Kariera reprezentacyjna
9 czerwca 1925 rozegrał pierwszy mecz w reprezentacji Szwecji w wygranym 4:0 towarzyskim spotkaniu z Finlandią w Sztokholmie, w którym zdobył wszystkie bramki, ustanawiając tym samym rekord w ilości goli strzelonych przez debiutanta. W tym samym roku w meczach przeciwko Węgrom (6:2) oraz Polsce (6:2) uzyskał hat trick. W spotkaniu z Polską potrzebował na to 5 minut, co jest pod tym względem rekordem szwedzkiej reprezentacji (miano to dzieli razem ze Svenem Rydellem). Ogółem w latach 1925–1930 zaliczył on w drużynie narodowej 16 występów w których zdobył 8 goli.

## Bandy
Równolegle do swojej kariery piłkarskiej Johansson grał podczas przerw zimowych w bandy w klubie Surte IS.

## Życie prywatne
Pracował w stoczni Götaverken w Göteborgu. Jedna z ulic w tym mieście nosi nazwę Svarte Filips gata (szw. ulica Czarnego Filipa).

## Sukcesy

### Zespołowe
Fässbergs IF
- Svenska Mästerskapet: 1924

### Indywidualne
IFK Göteborg
- król strzelców Allsvenskan: 1924/25 (39 goli)